# 菊正宗 ほろよいイブニングトーク
菊正宗 ほろよいイブニングトーク（きくまさむね ほろよいイブニングトーク）は、ニッポン放送で2005年10月3日から年度下半期（プロ野球のオフシーズン）を中心に放送していたトーク番組。2019年度（2020年3月20日放送分）でレギュラー放送をいったん終了したが、2021年1月1日に特別番組として放送した後に、2021年度（2021年10月23日）からレギュラー放送を再開した。
菊正宗酒造の単独提供による収録番組で、番組タイトルの「ほろよい」は、同社から発売されている「清酒 ほろよい流」に由来。2019年度までは朝日放送→朝日放送（ABC）ラジオ（菊正宗酒造の本社が放送対象地域内にあるNRN／JRNクロスネット局）との相互ネットを実施していたほか、ニッポン放送制作版とは別に、ABCと中部日本放送（JRNシングルネット局で現在のCBCラジオ）が本編を独自に制作する企画ネット方式で放送していた時期があった。
本ページでは、ニッポン放送制作版の内容を中心に記載する。

## 番組概要
日本酒の好きな著名人1名をニッポン放送本社（東京都千代田区有楽町）のスタジオに迎えて、菊正宗から発売されている清酒を酌み交わしながら、日本酒にまつわるトークを展開。その模様を収録した音源を、1週間（4 - 5日）にわたって放送している。
オープニングトークが一段落したところで、菊正宗の商品（清酒）のPRを兼ねて、出演者が清酒で乾杯するシーンを入れていることが特徴。シーズン中に1回は、菊正宗酒造博物館（神戸市東灘区）で館内の見学を兼ねた収録を実施したうえで、その模様を年初の1週間にわたって放送している。
2005年度から2009年度までは、松本秀夫と新保友映（いずれも当時はニッポン放送アナウンサー）がレギュラーで出演。「ひで（松本）とも（新保）」という架空の日本酒バーを舞台に、松本が「オーナー」・新保が「マネジャー」に扮してゲストを迎えていた。
2010年度には、上記の店名を「ほろよい亭」、「オーナー」を飯田浩司（ニッポン放送アナウンサー）、「マネジャー」を貞平麻衣子（フリーアナウンサー）へ変更。飯田の出演は同年度のみで、2011年度からは松本が「オーナー」に復帰している。2012・2013年度には五戸美樹（当時は同局アナウンサー）が「マネジャー」を務めたが、2014年度以降は「マネジャー」役を設けない代わりに、春風亭一之輔（落語家）が「常連客」として出演している。
2019年度までは放送枠を平日（月 - 金曜日）に編成していたが、同年度限りでレギュラー放送をいったん終了。2020年度には、2021年1月1日に新春特別番組として放送された。2021年度から、放送枠を火 - 土曜日に移動させたうえでレギュラー放送を再開した。
なお、ABCラジオでは朝日放送時代の2005・2007・2009年度に企画ネット、2017 - 2019年度にニッポン放送制作版の相互ネットを実施。相互ネットの期間中には、月曜分のみ単独番組として編成する一方で、火 - 金曜分を『伊藤史隆のラジオノオト』（自社制作による生ワイド番組で当時放送されていた18時台）に1コーナー扱いで内包していた。ただし、2021年には新春特別番組を放送せず、同年10月（2021年度）からのレギュラー放送再開に際しても相互ネットを見送っている。
2022年度から春風亭一之輔がパーソナリティとして続投し週1回、木曜に放送される『KIKUMASAMUNE SAKENOVA』にリニューアルされることになり、『ほろよいイブニングトーク』は2021年度で終了となり、17年間の歴史に幕を閉じた。

## 放送時間
2021年度時点
- 火 - 土曜 18:48 - 18:53（ナイターオフ期のみ） - 2021年10月22日 - 2022年3月26日

### 過去
- 月曜 21:30 - 21:40※ナイターシーズン
- 平日 18:45 - 18:51頃 - 2005年度 - 2017年度※ナイターオフ
- 平日 18:50 - 19:00頃 - 2018、19年度

## 出演者

### パーソナリティ

#### ニッポン放送版

##### 現在
- 松本秀夫（フリーアナウンサー、2016年度まではニッポン放送アナウンサーとして出演）※オーナー - 2005年度 - 2009年度、2011年度 - 2019年度、2021年度
- 春風亭一之輔（落語家）※常連客 - 2014年度 - 2019年度、2021年度

##### 過去
- 新保友映（出演時点ではニッポン放送アナウンサー） - 2007年度 - 2009年度
- 飯田浩司（ニッポン放送アナウンサー） - 2010年度
- 貞平麻衣子（フリーアナウンサー） - 2010年度、11年度
- 五戸美樹（出演時点ではニッポン放送アナウンサー） - 2012年度、2013年度
- 中山さら（声優）※リポーター - 2006年4月3日 - 9月25日

#### CBCラジオ版
- 水分貴雅（CBCアナウンサー） -  2006、2007年度

#### ABCラジオ版
- 平野明子（フリーアナウンサー） -  2006、2007年度
- 桂春蝶 (3代目)（落語家） - 2006、2007、2009年度※ニッポン放送版にゲスト出演経験有
- 泉ゆうこ（タレント、リポーター） - 2009年度

## ネット局
朝日放送→ABCラジオ
- 月曜 18:53 - 19:00、火 - 金曜 18:46 - 18:53頃（2017 - 2019年度）※『伊藤史隆のラジオノオト』に内包
- 月曜 17:55 - 18:00※ナイターシーズン（2005年、2007年度、2009年度）
- 平日 18:54 - 19:00※ナイターオフ（2005年、2007年度、2009年度）
- 平日 17:20 - 17:26※ナイターオフ（2009年度）

中部日本放送（現在のCBCラジオ）
- 平日 18:48 - 18:55（2006年度）
- 平日 18:53 - 19:00（2007年度）

## 特別番組
- 春風亭一之輔と松本秀夫 初日の出おめでたいラジオ[2]

2019年1月1日（5:00 - 11:00）
2019年の元旦特番として、ニッポン放送ローカル扱いで編成。リポーターの初日の出レポートとゲストとのトーク及び楽曲披露、一之輔の落語一席で構成された
パーソナリティ：春風亭一之輔、松本秀夫、新年おめで隊（リポーター）：林家なな子（1号）、春風亭一蔵（2号）
ゲスト：辻本好美（尺八奏者）※7時台、Baby Boo（ヴォーカルグループ）※8時台、hy4_4yh（ガールズ・ラップ・デュオ）※9時台、川相昌弘（ショウアップナイター解説者）※10時台
- ほろ酔いイブニングトーク　新春スペシャル[4]

2021年1月1日（17:00 - 18:00）
パーソナリティ：松本秀夫、春風亭一之輔
「お客様」（ゲスト）：知念里奈、宇垣美里